# Gara Brussels Airport-Zaventem
Brussels Airport-Zaventem este o gară feroviară de pe linia 36C a Infrabel situată în comuna Zaventem din provincia Brabantul Flamand din Belgia. Gara, care deservește aeroportul național Zaventem, s-a numit anterior fr  Bruxelles-National-Aéroport / nl  Brussel-Nationaal-Luchthaven.

## Istoric
Gara a fost inaugurată în anul 1958 și era situată în subsolul fostei clădiri a aeroportului. Fosta gară era poziționată pe o linie construită în 1943 între Melsbroek și gara Zaventem, aflată pe linia 36 în direcția Bruxelles.
În anul 1994 a fost inaugurat un nou terminal de plecări al aeroportului. În consecință, în 1998 a fost deschisă o nouă și modernă stație feroviară subterană sub acest nou terminal. Pasagerii sosesc cu trenurile la nivelul -1 și pot, câteva etaje mai sus, să-și completeze formalitățile de îmbarcare în avion. Stația dispune de trei peroane, două laterale și unul central pentru direcția Mechelen. 
Pe 8 decembrie 2005, gara Brussels Airport-Zaventem a fost racordată cu gara Nossegem, situată pe linia 36. Acest lucru a făcut posibil ca trenurile să circule direct între aeroport și Leuven.
În urma atentatelor teroriste din 22 martie 2016, gara a fost temporar închisă. O lună mai târziu a fost redeschisă temporar vechea gară, deoarece terminalul de plecări, în care accesul se face din noua gară, nu era încă disponibil pentru călători. Odată cu deschiderea, gării i-a fost schimbată și denumirea. Fostul nume neerlandez „Brussel-Nationaal-Luchthaven” a fost schimbat în „Brussels Airport-Zaventem”. Pe 8 iunie 2016, noua gară de sub terminalul de plecări a fost redeschisă.

### Proiectul Diabolo
În cadrul Proiectului Diabolo, care a avut drept scop o mai bună conectare a aeroportului cu nordul Belgiei, a fost construită o nouă linie, 25N. Legătura dintre aeroport și această linie s-a realizat prin intermediul unui tunel. Astfel, începând cu 10 iunie 2012, gara din aeroport s-a transformat dintr-una înfundată într-o gară de tranzit prin care trenurile pot circula direct spre și dinspre Mechelen. Anterior, pentru a efectua o călătorie spre Mechelen/Antwerpen, era nevoie ca trenurile să se întoarcă mai întâi în Gara Bruxelles Nord. Odată cu construcția legăturii Diabolo, gara din aeroport a fost renovată și extinsă. 
Prin intermediul legăturii Nord-Sud și al centurii estice de cale ferată (Linia 26), Gara Brussels Airport este accesibilă atât dinspre nord cât și dinspre sud. Toate trenurile care au drept capăt gara din aeroport circulă prin aceasta printr-o buclă, astfel că niciun tren nu este nevoit să întoarcă în gară.
Investiția în extinderea, renovarea și întreținerea gării sunt finanțate și prin contribuția fiecărui pasager, în special cei care își încep sau termină călătoria la Brussels Airport-Zaventem. Aceștia achită în costul biletului și o taxă fixă, dar indexabilă în timp, intitulată „Redevența Diabolo”. Valoarea inițială de 3,80 € per călător a fost continuu majorată, atingând 5,25 € per călător în anul 2016. Prețul unui bilet de tren de la Bruxelles la Brussels Airport-Zaventem era în aceeași perioadă de 8,60 €, deci Redevența Diabolo reprezenta peste 60% din costul titlului de transport. 
Există unele categorii de călători care nu sunt obligate să plătească Redevența Diabolo. Este vorba de deținătorii unui titlu de călătorie de tip domiciliu-loc de muncă, mai precis de persoanele care lucrează în aeroport și ale căror companii le asigură astfel de abonamente. De asemenea, pasagerii care folosesc trenurile care tranzitează aeroportul, dar nu coboară în gară, sunt scutiți de plata acestei taxe. Pentru a se asigura că nimeni nu profită în mod ilegal de această excepție, de la 1 iunie 2015, Gara Brussels Airport-Zaventem a fost echipată cu portaluri de acces. Orice călător care vrea să intre sau să iasă din stație trebuie să-și scaneze biletul pentru a i se permite accesul.

### Orarul trenurilor
Începând cu 11 decembrie 2016:

### Zilnic
| Tipul trenului | Traseu                                                                                               | Program                                        |
| -------------- | --- | ---------------------------------------------- |
| IC 06          | Brussels Airport-Zaventem - Bruxelles - Tournai                                                      | 1×/oră                                         |
| IC 06a         | Brussels Airport-Zaventem - Bruxelles - Mons                                                         | 1×/oră                                         |
| IC 08          | Hasselt - Leuven - Brussels Airport-Zaventem - Antwerpen-Centraal                                    | Zilele lucrătoare: 1×/oră Weekend: 1×/la 2 ore |
| IC 23          | Brussels Airport-Zaventem - Bruxelles - Kortrijk - Oostende                                          | 1×/oră                                         |
| IC 35          | Bruxelles-Sud - Bruxelles-Nord - Brussels Airport-Zaventem - Antwerpen-Centraal - Amsterdam-Centraal | 1×/oră                                         |

### În zilele lucrătoare
| Tipul trenului | Traseu                                         | Orar   |
| -------------- | ---------------------------------------------- | ------ |
| IC 17          | Brussels Airport-Zaventem - Dinant             | 1×/oră |
| IC 23a         | Brussels Airport-Zaventem - Bruxelles - Brugge | 1×/oră |
| IC 27          | Brussels Airport-Zaventem - Charleroi-Sud      | 1×/oră |

### La sfârșit de săptămână
| Tipul trenului | Traseu                                                    | Program     |
| -------------- | --------------------------------------------------------- | ----------- |
| IC 08          | Antwerpen-Centraal - Brussels Airport-Zaventem - Leuven   | 1×/la 2 ore |
| IC 23a         | Brussels Airport-Zaventem - Bruxelles - Gent-Sint-Pieters | 1×/oră      |
| IC 29          | Leuven - Brussels Airport-Zaventem - Bruxelles - De Panne | 1×/la 2 ore |